# One from the Heart
One from the Heart is een Amerikaanse film uit 1981 van Francis Ford Coppola met in de hoofdrollen Frederic Forrest en Teri Garr.
De film werd in zijn geheel opgenomen in de Zoetrope Studio die door Francis Ford Coppola net was opgericht. Het productiebudget liep echter uit de hand en steeg van 2 miljoen dollar tot 27 miljoen dollar. Vervolgens flopte de film in de bioscopen en bracht slechts $ 636.796,- op. Zoetrope ging failliet en Francis Ford Coppola had jaren nodig om uit de kosten te komen.

## Verhaal
Hank en Frannie vieren hun vijfjarig huwelijksjubileum in Las Vegas. Frannie is echter niet in een feeststemming en blijft tegen Hank zeuren dat hun huwelijk avontuur en opwinding mist. Hank raakt ook uit zijn humeur en het paar besluit ter plekke uit elkaar te gaan. Hank ontmoet de mooie en huwbare Leila, die in een circus werkt als acrobate, en Frannie zet de bloemetjes buiten met Ray, een Latijns-Amerikaanse musicus. Hank en Leila brengen de nacht met elkaar door, maar in de vroege morgen krijgt hij spijt. Hij gaat op zoek naar Frannie en vindt haar in het appartement van Ray. Hij ontvoert Frannie en neemt haar mee naar huis. Maar de laatste is woedend en weigert naar binnen te gaan. Ze loopt weg en roept tegen Hank dat ze nu voorgoed weg gaat. Hank volgt haar naar het vliegveld waar Frannie heeft geboekt voor een droomvakantie op Bora Bora samen met Ray. Hank verklaart nu zijn liefde aan Frannie en belooft haar om meer romantisch te zijn. Maar zijn vrouw gelooft hem niet meer en gaat aan boord van het vliegtuig. De gedesillusioneerde Hank gaat naar huis. Hij is gebroken en staat op het punt de kleren van Frannie te verbranden. Maar dan staat Frannie weer voor de deur. Ze realiseert zich dat ze een fout heeft gemaakt en wil weer terug naar Hank.

## Rolverdeling
| Acteur             | Personage |
| ------------------ | --------- |
| Frederic Forrest   | Hank      |
| Teri Garr          | Frannie   |
| Raúl Juliá         | Ray       |
| Nastassja Kinski   | Leila     |
| Lainie Kazan       | Maggie    |
| Harry Dean Stanton | Moe       |

## Achtergrond

### Het begin en het einde van Zoetrope
In 1969 werd de film Easy Rider een kassucces. Deze lowbudgetfilm, geregisseerd door Dennis Hopper en geproduceerd door Peter Fonda, was de aanjager van de New Hollywood Phase. De studio's zagen dat er geld was te verdienen met lowbudgetfilms geregisseerd door jonge avant-garde regisseurs. Hoewel deze fase uit de Hollywoodgeschiedenis al snel een vroegtijdige dood stierf, maakte hij wel de weg vrij voor jonge regisseurs als Francis Ford Coppola, George Lucas, Martin Scorsese, Robert Altman, Woody Allen, William Friedkin en Michael Cimino. Deze regisseurs maakten furore in de jaren zeventig met vaak van het standaard Hollywoodpatroon afwijkende films. De studio's bonden in en leken minder machtig dan in de jaren daarvoor. De auteursfilm werd de nieuwe standaard.
De film werd nu gemaakt door de regisseur, die zijn stempel op de gehele productie zette. Francis Ford Coppola had veel geld verdiend met zijn Godfatherfilms en Apocalypse Now (1979). In 1981 richtte hij een eigen studio op: American Zoetrope. Het was de bedoeling dat jonge regisseurs hier films konden maken zonder studiocontrole. Het zou het faillissement moeten betekenen van het oude Hollywoodsysteem.

Wat Coppola echter niet besefte was dat het einde van de auteursfilm al was ingezet. Zijn eigen Apocalypse Now vormde al de opmaat. Hoewel de film uiteindelijk zeer succesvol was, bleek de opnameperiode een nachtmerrie. Coppola ging zover met de productie dat het budget steeds meer werd overschreden. Zijn collega Michael Cimino werd aangestoken door het virus van Coppola's bezetenheid. Na zijn succes met The Deer Hunter (1978), ging Cimino aan alle beperkingen voorbij met Heaven's Gate (1980). Hij overschreed het budget van 11 miljoen dollar, net zoals Coppola zijn budget voor Apocalypse Now had overschreden. Alleen werd Heaven's Gate een flop, en Cimino's carrière was ten einde. Eigenlijk eindigde met Heaven's Gate het nieuwe Hollywoodtijdperk definitief.
Coppola zag dit echter nog niet. Hij wilde na de zware productie van Apocalyps Now een minder zware film maken, de eersteling van Zoetrope. One from the Heart moest een musical worden in Las Vegas. Een kleine film, en Coppola had een budget van 2 miljoen dollar uitgetrokken. Hij besloot echter om niet op locatie te filmen maar Las Vegas na te bouwen in de Zoetrope Studio. De kosten begonnen te stijgen, vooral toen Coppola besloot om ook een deel van het vliegveld van Las Vegas (McCarran International Airport) in de studio na te bouwen, compleet met de neus van een gecrasht toestel en een startbaan. Al snel was het budget gegroeid tot 27 miljoen dollar. Coppola bracht de film uit en zag zijn Zoetrope-eersteling floppen aan de kassa. Uiteindelijk bracht de film een schamele 600.000 dollar op en Zoetrope ging failliet. Met het faillissement ging ook de droom van Coppola van een onafhankelijke studio voor onafhankelijke regisseurs in rook op. Het zou tot ver in de jaren negentig duren voor Coppola zijn schulden had afbetaald met de opbrengst van The Outsiders (1983), The Godfather Part III (1990), Jack (1996) en The Rainmaker 1997.

### Productie
Coppola wilde met Zoetrope een nieuwe tijd ingaan. Voor One from the Heart werden dan ook de beste technici, en decorontwerpers ingehuurd. Een van de redenen dat de film zo flopte was dat Coppola eigenlijk meer aandacht besteedde aan decors en technische uitvoering dan aan de acteurs, die lijken te verdwijnen tegen de achtergrond van het kunstmatige Las Vegas. De studio stond zo afgeladen met decors dat decorbouwer en -ontwerper Dean Tavoularis nachtmerries kreeg van de brandgevaarlijkheid van de set. Overal stonden decorstukken, schermen en lagen draden, een rattenval in geval er brand zou uitbreken. Twee artiesten op het gebied van neonlicht Larry Albright en Bill Concannon werden aangetrokken om neonlichtborden te maken voor de mini-Las Vegasdecors. Normale neonverlichtingsbuizen zijn 10 tot 18 mm in diameter, voor de decors moest dat worden teruggebracht tot 2 mm. Hiervoor werd speciale glasblaasapparatuur gemaakt en speciale elektroden vervaardigd. Coppola zelf was ook vooruitstrevend bezig. Hij gebruikte speciale apparatuur die de opgenomen filmbeelden omzette in live videobeelden, die direct konden worden afgespeeld en later werden gebruikt als ruwe montagebeelden. Tegenwoordig is dat normaal bij filmopnames maar in 1981 was het een noviteit.

## Muziek
De volgende nummers zijn te horen in de film (alle liedjes zijn geschreven door Tom Waits):
- "Tom's Piano Intro" - instrumentaal
- "Once Upon A Town" - gezongen door: Tom Waits/Crystal Gayle
- "The Wages Of Love" - gezongen door: Tom Waits/Crystal Gayle
- "Is There Any Way Out Of This Dream?" - gezongen door: Crystal Gayle
- "Picking Up After You" - gezongen door: Tom Waits/Crystal Gayle
- "Old Boyfriends" - gezongen door: Crystal Gayle
- "Broken Bicycles" - gezongen door: Tom Waits
- "I Beg Your Pardon" - gezongen door: Tom Waits
- "Little Boy Blue" - gezongen door: Tom Waits
- "The Tango" - instrumentaal
- "Circus Girl" - instrumentaal
- "You Can't Unring A Bell" - gezongen door: Tom Waits
- "Circus Girl" - instrumentaal
- "Take Me Home" - gezongen door: Crystal Gayle
- "Presents" - instrumentaal

## Ontvangst
De film werd groots uitgebracht met een première in Radio City Music Hall in New York. Het openingsweekend bracht echter maar $ 389.249,- op, ongeveer de helft van de totale opbrengst. Niet alleen het publiek liet het afweten, ook de critici waren niet te spreken over de film. Janet Maslin noemde de film in The New York Times: "een dappere en innovatieve prestatie, maar de sets zijn een stuk belangrijker dan de acteurs en de film mist elke spanning en verhaal".